# Phyllanthus obfalcatus
Phyllanthus obfalcatus là một loài thực vật có hoa trong họ Diệp hạ châu. Loài này được Lasser & Maguire miêu tả khoa học đầu tiên năm 1950.